# Verena von Weymarn
 (septembre 2022).
Verena Merethe von Weymarn, née le 16 juillet 1943 à Riga, en Lettonie, est une médecin militaire allemande à la retraite. Elle aussi la première femme de l'histoire militaire allemande à être promue au grade de Brigadegeneral en devenant chirurgien général de l'armée de l'air.

## Jeunesse
Elle est née Verena von Stritzky, fille de l'historien Karl-Christoph von Stritzky. Son père est mort lors de l'invasion allemande de l'Union soviétique avant sa naissance. Après la fin de la Seconde Guerre mondiale, elle grandit en Allemagne et étudie la médecine aux universités de Göttingen et de Munich de 1964 à 1971.

## Carrière militaire
Von Weymarn devient médecin militaire dans la Luftwaffe en septembre 1976 et sert dans la Bundeswehr pendant plus de vingt ans, recevant une formation spéciale à la base aérienne de San Antonio, au Texas et au collège de l'OTAN à Rome. Elle devient Generalarzt der Luftwaffe (français : Chirurgien général de l'armée de l'air) à Siegburg-Heide en Rhénanie du Nord-Westphalie le 23 mars 1994, étant la première femme à atteindre le grade de général dans les forces armées allemandes.
Von Weymarn prend sa retraite le 1er août 2004.

## Vie privée
Elle est la veuve de l'architecte baltique allemand Alexander von Weymarn (1920–1998).